# Centre Républicain (parlementaire groepering)
Centre Républicain was een parlementaire groepering in Frankrijk, die tussen 1932 en 1936 bestond. Het was een groepering binnen de Franse Kamer van Afgevaardigden,  die uit centrumrechtse leden van de Alliance Démocratique bestond. Er is in Frankrijk meer dan één keer een Kamer van Afgevaardigden geweest, tussen 1932 en 1936 was het in de Derde Franse Republiek.
Centre Républicain werd in 1932 door André Tardieu gesticht, die daarvoor, maar tevergeefs, had geprobeerd de Alliance Démocratique onder zijn controle te brengen. Hij was tussen 1930 en 1932 de premier van Frankrijk. De Centre Républicain werd in 1936 ontbonden.
Er werd in 1956 een politieke partij met dezelfde naam opgericht, ook Centre Républicain, maar die ging in 1978 op in de Parti Radical Valoisien.

## Bekende parlementariërs van de Centre Républicain
- André Tardieu 1876-1945
- Joseph Laniel 1889-1975
- Paul Reynaud 1878-1966